# Holothuria annulifera
Holothuria annulifera is een zeekomkommer uit de familie Holothuriidae.
De wetenschappelijke naam van de soort werd in 1907 gepubliceerd door Walter Kenrick Fisher.